# Bewegungsgleichung
Unter einer Bewegungsgleichung versteht man eine mathematische Gleichung, mit der man die räumliche und zeitliche Entwicklung eines physikalischen Systems ermitteln kann, wenn man seinen Anfangszustand und gegebenenfalls die auf das System wirkenden äußeren Einflüsse kennt. In der Regel handelt es sich um eine Differentialgleichung zweiter Ordnung.
Diese Differentialgleichungen sind für viele Systeme nicht analytisch lösbar, sodass man bei der Lösung geeignete Näherungsverfahren anwenden muss.

## Prinzipien
Zum Aufstellen von Bewegungsgleichungen in der klassischen Physik wird
- das 2. Newtonsche Gesetz,
- der Lagrange-Formalismus oder
- der Hamilton-Formalismus

verwendet. Darauf basierend ergibt sich die Bewegungsgleichung der Quantenmechanik, die Schrödingergleichung.
In der Technischen Mechanik werden
- das 2. Newtonsche Gesetz,
- das Prinzip der virtuellen Arbeit (D’Alembertsches Prinzip)
- das Prinzip der virtuellen Leistung (Prinzip von Jourdain)
- das Prinzip des kleinsten Zwanges (bzw. das Prinzip des stationären Zwanges)

verwendet.

## Lösung
Die Lösung der Bewegungsgleichung ist die Trajektorie, auf der sich das System bewegt. Sie ist, abgesehen von einigen einfachen Fällen (siehe Beispiele unten), meist nicht in analytisch geschlossener Form darstellbar und muss über numerische Methoden gewonnen werden. Dies ist z. B. zur Ermittlung der Trajektorien dreier Himmelskörper, die sich gegenseitig gravitativ anziehen, erforderlich (siehe Dreikörperproblem). Zur Lösung eines N-Teilchensystems lässt sich die discrete element method anwenden. In einfachen Fällen wird die geschlossene Lösung als „Bahngleichung“ bezeichnet.

## Beispiele
Eine allgemeine Form der Bewegungsgleichung in der klassischen Physik lautet beispielsweise
{\displaystyle {\frac {\mathrm {d} {\vec {p}}}{\mathrm {d} t}}=\sum _{i}{\vec {F}}_{i}}.
Oder bekannter:
{\displaystyle {\frac {\mathrm {d} {\vec {p}}}{\mathrm {d} t}}=m\cdot {\vec {a}}=\sum _{i}{\vec {F}}_{i}}
Auf der linken Seite steht der Trägheitsterm für das Teilchen der Masse {\displaystyle m}, auf der rechten Seite werden alle auf das Teilchen wirkenden Kräfte {\displaystyle {\vec {F}}_{i}} aufsummiert.

### Bewegungsgleichung eines kräftefreien Masseteilchens
Die Bewegungsgleichung lautet in diesem Fall
{\displaystyle m\cdot {\frac {\mathrm {d} ^{2}{\vec {r}}(t)}{\mathrm {d} t^{2}}}={\vec {F}}={\vec {0}}}
mit:
- {\displaystyle {\vec {F}}~} : Kraft auf Teilchen (= 0),
- {\displaystyle m}: Masse des Teilchens, und
- {\displaystyle {\vec {r}}(t)}: (zeitabhängiger) Ort des Teilchens

Die Bahn erhält man durch zweimaliges Integrieren der Differentialgleichung:
{\displaystyle {\vec {r}}(t)={\vec {v}}_{0}\cdot t+{\vec {r}}_{0}}
mit den Anfangswerten:
- {\displaystyle {\vec {v}}_{0}}: Geschwindigkeit des Teilchens zu {\displaystyle t=0},
- {\displaystyle {\vec {r}}_{0}}: Ort des Teilchens zu {\displaystyle t=0}

Das Teilchen bewegt sich also geradlinig mit konstanter Geschwindigkeit. Die Masse {\displaystyle m} spielt keine Rolle.

### Bewegungsgleichung eines Teilchens unter Einfluss einer konstanten Kraft
Ein Körper der Masse {\displaystyle m} sei der Schwerkraft {\displaystyle m{\vec {g}}} ausgesetzt:
{\displaystyle m\cdot {\frac {\mathrm {d} ^{2}{\vec {r}}(t)}{\mathrm {d} t^{2}}}=m\cdot {\vec {g}}}.
Die Bahngleichung lautet
{\displaystyle {\vec {r}}(t)={\frac {1}{2}}\cdot {\vec {g}}\cdot t^{2}+{\vec {v}}_{0}\cdot t+{\vec {r}}_{0}}
und stellt den ballistischen Parabelwurf dar. Für {\displaystyle {\vec {v}}_{0}={\vec {0}}} erhält man den freien Fall. Im Fall der Schwerkraft spielt die Masse {\displaystyle m} des Körpers also keine Rolle.

### Bewegungsgleichung der Speziellen Relativitätstheorie
In der speziellen Relativitätstheorie wird die Viererkraft definiert als die Ableitung des relativistischen Impulses p nach der Eigenzeit {\displaystyle \tau }, mit
{\displaystyle F^{\mu }={\frac {\mathrm {d} p^{\mu }}{\mathrm {d} \tau }}=\gamma {\frac {\mathrm {d} p^{\mu }}{\mathrm {d} t}}},
wobei zwischen Eigenzeit und der Zeit t der Zusammenhang
{\displaystyle \mathrm {d} \tau ={\frac {1}{\gamma }}\mathrm {d} t}
gilt und {\displaystyle \gamma } den Lorentzfaktor bezeichnet.
Aus dieser Bewegungsgleichung folgt, dass zwischen den klassischen Größen der räumlichen Kraft {\displaystyle \mathbf {F} } und Beschleunigung {\displaystyle \mathbf {a} } zwar ein linearer Zusammenhang besteht, aber keine einfache Proportionalität mehr: Für Anteile von {\displaystyle \mathbf {F} } parallel zur Bewegungsrichtung gilt {\displaystyle \mathbf {F} _{\|}=\gamma ^{3}m\mathbf {a} }, für senkrechte Anteile hingegen {\displaystyle \mathbf {F} _{\perp }=\gamma m\mathbf {a} }.

### Bewegungsgleichung der Allgemeinen Relativitätstheorie
Die Bewegung eines Körpers wird durch die Geodätengleichung der gekrümmten Raumzeit beschrieben, sofern nur gravitative Kräfte auf ihn einwirken. Dann bewegt sich der Körper entlang einer Geodäten der Raumzeit.
Die Geodätengleichung lautet
{\displaystyle {\ddot {x}}^{\mu }+\Gamma _{\lambda \nu }^{\mu }{\dot {x}}^{\lambda }{\dot {x}}^{\nu }={\ddot {x}}^{\mu }+{\frac {g^{\mu \rho }}{2}}\left(\partial _{\lambda }g_{\nu \rho }+\partial _{\nu }g_{\lambda \rho }-\partial _{\rho }g_{\lambda \nu }\right){\dot {x}}^{\lambda }{\dot {x}}^{\nu }=0}
wobei {\displaystyle \Gamma _{\lambda \nu }^{\mu }} ein Christoffelsymbol 2. Art ist, welches die Abhängigkeit des metrischen Tensors vom Raumzeitpunkt (Ereignis), d. h. der Krümmung der Raumzeit, charakterisiert.

### Bewegungsgleichung in der Strukturdynamik
In der Strukturdynamik ist die Bewegungsgleichung eines dynamisch belasteten Tragwerks die Grundlage der Berechnung:
{\displaystyle M\cdot {\ddot {x}}(t)+D\cdot {\dot {x}}(t)+K\cdot x(t)=f(t)}
Hierbei ist {\displaystyle f(t)} der Lastvektor des Systems. {\displaystyle M,D} und {\displaystyle K} sind die Masse-, Dämpfungs- und Steifigkeitsmatrizen des Tragwerks. Der Vektor {\displaystyle x(t)} enthält die Verschiebungsgrößen. Die matrizielle Aufbereitung entsprechend den Freiheitsgraden einer Struktur eignet sich sehr gut für eine Computerberechnung, zum Beispiel nach der Finite-Elemente-Methode.

### Quantenmechanik
In der Quantenmechanik gibt es keine Massepunkte, denen – wie in der klassischen Mechanik – zu jeder Zeit ein definierter Ort zugewiesen werden kann. Insofern kann es auch keine Bewegungsgleichungen geben, deren Lösung die Bahnkurve eines Teilchens ist. Nichtsdestoweniger bestimmen auch in der Quantenmechanik die Kräfte (hier ausgedrückt durch Potenziale {\displaystyle V(\mathbf {x} ,t)}) das Verhalten der Quantenobjekte. An die Stelle der Bewegungsgleichung tritt dann (im nicht-relativistischen Fall) die Schrödingergleichung, deren Lösungen aber die Wellenfunktionen {\displaystyle \psi (\mathbf {x} ,t)} sind, die nur noch statistische Aussagen über die möglichen Aufenthaltsorte eines Teilchens erlauben. 
Die Schrödingergleichung lautet:
{\displaystyle -{\frac {\hbar ^{2}}{2m}}\Delta \psi +V(\mathbf {x} ,t)\psi =i\hbar {\frac {\partial }{\partial t}}\psi }
In der relativistischen Quantenmechanik wird stattdessen die Dirac-Gleichung verwendet.